# Sigifredo Noriega Barceló

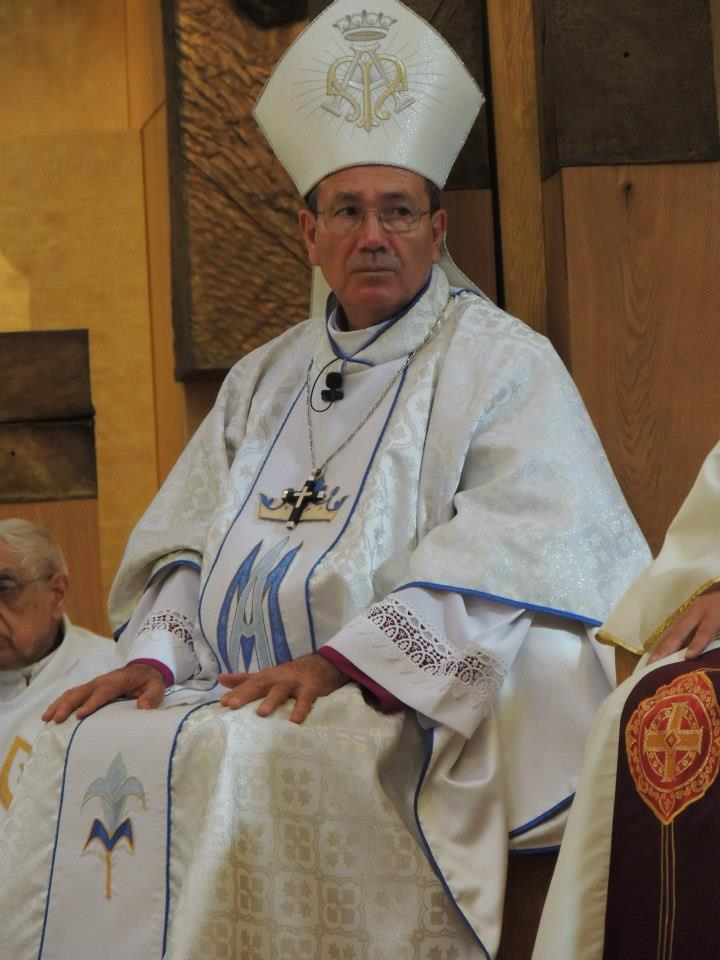
Sigifredo Noriega Barceló, 2015

Sigifredo Noriega Barceló (* 12. Oktober 1951 in Granados) ist Bischof von Zacatecas.

## Leben
Sigifredo Noriega Barceló empfing am 7. Oktober 1976 die Priesterweihe.
Papst Benedikt XVI. ernannte ihn am 26. Januar 2007 zum Bischof von Ensenada. Die Bischofsweihe spendete ihm der Erzbischof von Tijuana, Rafael Romo Muñoz, am 25. April desselben Jahres; Mitkonsekratoren waren José Ulises Macías Salcedo, Erzbischof von Hermosillo, Vicente García Bernal, Altbischof von Ciudad Obregón, Carlos Aguiar Retes, Bischof von Texcoco, und Juan Manuel Mancilla Sánchez, Bischof von Ciudad Obregón.
Am 2. August 2012 wurde er zum Bischof von Zacatecas ernannt und am 2. Oktober desselben Jahres in das Amt eingeführt.